# Reinhard Mocek
Reinhard Mocek (* 12. November 1936 in Chemnitz; † 31. August 2021) war ein deutscher Wissenschaftshistoriker und Mitglied des Parteivorstandes der SED-PDS.

## Biografie
Mocek studierte nach dem Abitur in Borna bei Leipzig von 1954 bis 1959 an der Karl-Marx-Universität Leipzig Philosophie, u. a. bei Ernst Bloch und Klaus Zweiling, mit dem Zweitfach Biologie.  1956 wurde er Mitglied der SED. Von 1959 bis 1961 lehrte er im Grundlagenstudium Marxismus-Leninismus an der TH für Chemie Leuna-Merseburg;
Danach war er Assistent und Aspirant am Institut für Philosophie der Universität Leipzig. 1965 wurde er an der Martin-Luther-Universität Halle mit der Arbeit „Philosophische und wissenschaftshistorische Aspekte der Entwicklungsmechanik“ promoviert. Danach war er Dozent am Philosophischen Institut der MLU, wo er sich 1970 mit der Arbeit „Die Ideologiefunktion der Philosophie gegenüber der modernen Naturwissenschaft“ habilitierte.
Von 1970 bis 1991 war er Professor und Leiter des Zentrums für Wissenschaftsgeschichte und -theorie. Hier gab er die Arbeitsblätter zur Wissenschaftsgeschichte heraus. Er wurde auch Vorsitzender der 1983 innerhalb der Historiker-Gesellschaft der DDR gebildeten Fachkommission Wissenschafts- und Technikgeschichte. 1983 wurde ihm der Nationalpreis der DDR III. Klasse für Wissenschaft und Technik verliehen.
Mocek war 1990 während der 10. Wahlperiode Abgeordneter der Volkskammer der DDR und 1989/90 Mitglied des Parteivorstandes der SED-PDS.
Nach der deutschen Wiedervereinigung von 1990 beklagte er die Abwicklung der Geistes- und Sozialwissenschaften der DDR. Von 1990 bis 1993 hatte er Gastprofessuren in Konstanz und Bremen inne und war 1991 an einem ABM-Projekt am Luisenstädtischen Verein Berlin beteiligt.
1993 wurde er Forschungsmitarbeiter an der Universität Bielefeld und von 1998 bis 1999 Mitarbeiter des Max-Planck-Instituts für Wissenschaftsgeschichte Berlin. Ab 1994 war er gewähltes Mitglied der Gelehrtengesellschaft Leibniz-Sozietät der Wissenschaften zu Berlin. Als Sachverständiger war er 1995 bis 1998 Mitglied der Enquete-Kommission „Überwindung der Folgen der SED-Diktatur im Prozeß der deutschen Einheit“. 2004 bis 2006 war er Vorsitzender der Rosa-Luxemburg-Stiftung. 2011 wurde er zum ordentlichen Mitglied der Academia Europaea gewählt.

## Werke (Auswahl)
- Biologie und soziale Befreiung. Zur Geschichte des Biologismus und der Rassenhygiene in der Arbeiterbewegung. Lang, Frankfurt am Main u. a. 2002, ISBN 978-3-631-38830-3.
- Die Werdende Form (= Acta biohistorica). Basilisken-Presse, Marburg 1998, ISBN 3-925347-47-X.
- Johann Christian Reil. (1759–1813). Das Problem des Übergangs von der Spätaufklärung zur Romantik in Biologie und Medizin in Deutschland (= Philosophie und Geschichte der Wissenschaften. Band 28). Peter Lang, Frankfurt a. M. 1995, ISBN 3-631-48507-7.
- Mitherausgeber: „...undemokratisch wird sich rächen!“ Erster und zweiter Teil. Studien zur Demokratie in der DDR. Edition Luisenstadt, Berlin 1995.
- Neugier und Nutzen. Blicke in die Wissenschaftsgeschichte. Dietz, Berlin 1988, ISBN 978-3-320-01099-7; u.d.T. Neugier und Nutzen. Fragen an die Wissenschaftsgeschichte auch Köln 1988, ISBN 978-3-7609-1183-0.